# Redemptor Hominis
Redemptor hominis (hrvatski: Otkupitelj čovjeka) prva je enciklika pape Ivana Pavla II. Objavljena je 4. ožujka 1979. godine, nekoliko mjeseci nakon što je izabran za papu. Poglavlja enciklike su: "Baština", "Otajstvo Otkupljenja", "Otkupljeni čovjek i njegov položaj u suvremenom svijetu" i "Poslanje Crkve i sudbina čovjeka". 
Uvodne riječi enciklike glase: "Isus Krist, središte je svemira i povijesti". Papa ističe, da je Isus ušao u povijest čovječanstva i kao čovjek postao nositelj povijesti, jedan od ljudi, a ipak jedinstven. Bitan je odgovor vjernika prihvaćanjem Njegovih riječi.
Papa u enciklici naglašava, da je Crkva odgovorna za istinu te podsjeća vjernike na njihovu proročku ulogu u današnjici. Crkva u cjelini ima odgovornost za istinu. Obitelj je mjesto, gdje se izgrađuje pravilno shvaćanje istine. Papa poziva vjernike da brane istinu u svakodnevnom životu, da sjedine vjeru sa znanošću i mudrošću te da pridonesu njihovu prožimanju. 
Papa nastoji potaknuti vjernike da vide širu sliku Isusova otkupiteljskoga djela i kako Božja milost ne mijenja samo pojedinca, nego sve stvoreno. U enciklici se otkupljenje vidi kao novo stvaranje. Preko otkupljenja, svijet u kojega je ušao grijeh, nakon oslobađanja od grijeha dobiva novu vezu s božanskim izvorom Mudrosti i Ljubavi. Encikliku papa završava molitvom Mariji da njezina majčinska prisutnost pruža Crkvi sigurnost, da živi Isusovim životom i od otajstva otkupljenja u svoj njegovoj životvornoj dubini i punoći.

## Vanjske poveznice
- Tekst enciklike na engleskom jeziku